# Inès Murat
Pour les articles homonymes, voir Murat.
Inès Murat, née Inès de Luynes Unzué le 28 juillet 1939 à Paris 16e et morte le 21 mars 2013 à Neuilly-sur-Seine, est une historienne et biographe française,.

## Biographie
Inès Simone Jeanne Marie Thérèse Charlotte de Luynes Unzué est la fille aînée de Philippe d'Albert (en), 11e duc de Luynes (1905-1993), et de Juanita Dorrego Unzué (1914-1993). Elle est la sœur de Jean d'Albert, 12e duc de Luynes (1945–2008).
Elle a passé son enfance, jusqu'à l'âge de onze ans, en Argentine, auprès de son grand-père, Saturno Unzué (1863-1950), et de sa grand-mère, Inès del Solar Dorrego.
En juin 1960, elle épouse Jérôme Gaëtan Michel Joachim Napoléon Murat (1925-1998), petit-fils du 5e prince Murat, et qui produisit les premiers films de Louis Malle.
Elle est la mère de trois filles, dont Nathalie (née en 1961) et Laure Murat (née en 1967), et enfin d'un garçon, Alexandre (né en 1972), écrivain.
En 1976, elle se lance dans une carrière littéraire, publiant des biographies de personnages historiques français.

## Publications
- Napoléon et le Rêve américain, Fayard, 1976
- Colbert, Fayard, 1980  prix Broquette-Gonin
- La IIe République, Paris, Fayard, 1987, 533 p. (ISBN 2-213-01832-4, présentation en ligne) grand prix Gobert
- Gabrielle d'Estrées, Fayard, 1992
- Madame du Deffand 1696-1780 : la lettre et l'esprit, Perrin, 2003
- (es) Argentina, 1889-1939 : los años dorados, avec Albert Dodero, Buenos Aires, El Milago, 2010